# Waldbahn Pischma
| Waldbahn Pischma | Waldbahn Pischma         |
| ---------------- | ------------------------ |
| Waldbahn Pischma |                          |
| Streckenlänge:   | Früher 80 km Heute 12 km |
| Spurweite:       | 750 mm (Schmalspur)      |
|                  |                          |

Die Waldbahn Pischma (russisch Пижемская узкоколейная железная дорога, transkr. Pischemskaja uskokoleinaja schelesnaja doroga, transl. Pižemskaâ uzkokolejnaâ železnaâ doroga) ist eine zwölf Kilometer lange Schmalspurbahn bei der Siedlung städtischen Typs Pischma in der Oblast Nischni Nowgorod in Russland mit einer Spurweite von 750 Millimetern.

## Geschichte
Die Waldeisenbahn wurde 1926 in Betrieb genommen und ist heute(2017) noch gelegentlich in Betrieb. Am Höhepunkt war das Streckennetz mehr als achtzig Kilometer lang. Die Waldbahn wird heute für den Holztransport und für den Transport von Waldarbeitern genutzt. Im Jahr 2017 wurden die Gleise stellenweise repariert.

## Fahrzeuge

### Lokomotiven
- Diesellok der SŽD-Baureihe ТУ6А – № 0755, 3068
- Diesellok der SŽD-Baureihe ТУ4 –  № 1110, seit 2005 außer Betrieb
- Diesellok der SŽD-Baureihe ТУ8 – № 0076, seit 2012 außer Betrieb
- Draisine TD-5U „Pionier“ für den Transport von Waldarbeitern und Dorfbewohnern

### Güter- und Personenwagen
Es gibt mehrere Langholzwagen, Tankwagen, Schüttgutwagen für den Schottertransport beim Gleisbau sowie mindestens einen Schneepflug PS-1. Außerdem gibt es auch einfache Aufenthaltswagen vom Typ Teplushka.